# Rjane, Iampil
Rjane (în ucraineană Ржане) este un sat în comuna Orlivka din raionul Iampil, regiunea Sumî, Ucraina.

## Demografie
Componența lingvistică a localității Rjane
     Ucraineană (96,23%)
     Rusă (1,89%)
Conform recensământului din 2001, majoritatea populației localității Rjane era vorbitoare de ucraineană (96,23%), existând în minoritate și vorbitori de rusă (1,89%).